# Oscar Aerts
 (octobre 2018).
Si vous disposez d'ouvrages ou d'articles de référence ou si vous connaissez des sites web de qualité traitant du thème abordé ici, merci de compléter l'article en donnant les références utiles à sa vérifiabilité et en les liant à la section « Notes et références ».
Oscar Aerts, né le 17 juin 1989 à Gouda, est un acteur néerlandais.

## Filmographie

### Cinéma
- 2011 : Gooische Vrouwen :	Bastiaan de Vries
- 2011 : Circus 3D : L'acrobate numéro 1
- 2011 : De Rode Loper : Alex
- 2012 : Quiz : At-er
- 2013 : Mannenharten (nl) : Le barman
- 2015 : Homies (nl) :	Ferry
- 2016 : Hartenstrijd (nl) :Dennis
- 2016 : Soof 2 (nl) : Le Bodybuildeur
- 2017 : Tuintje in mijn hart (nl) : Andy

### Téléfilms
- 2011 : Seinpost Den Haag (nl) : Dragan Palic
- 2011 : Van God Los (nl) : Berend de Groot
- 2012 : Moordvrouw : Rene Verheul
- 2013-2015 : Goede tijden, slechte tijden de Reg Watson : Vincent Muller
- 2015 : Meiden van de Herengracht (nl) : Jorrit van den Heuvel
- 2015 : Expeditie Robinson (nl) : Candidat
- 2015 : Missie Aarde (nl) : Joao
- 2016 : Dokter Tinus : Angelo de Gasperi
- 2018 : De Spa (nl) : Berend Zijlstra